# محوطه آقا جاقیه
محوطه آقا جاقیه مربوط به دوره اشکانیان - دوره ساسانیان است و در شهرستان ماهنشان، بخش مرکزی، دهستان ماهنشان، ۲۰۰ متری جنوب روستای مادآباد واقع شده و این اثر در تاریخ ۱۵ دی ۱۳۸۷ با شمارهٔ ثبت ۲۴۰۶۲ به‌عنوان یکی از آثار ملی ایران به ثبت رسیده است.